# Thymus grisebachii
Thymus grisebachii — вид рослин родини глухокропивові (Lamiaceae), поширений у Греції й колишній Югославії.

## Опис
Має стебла волохаті лише з двох сторін.

## Поширення
Поширений у Греції й колишній Югославії.